# 석남역
석남(거북시장)역(Seoknam(Geobuk Market)Station, 石南(去北市場)驛)은 대한민국 인천광역시 서구 석남동에 있는 서울 지하철 7호선과 인천 도시철도 2호선의 전철역이자 환승역이다. 서울 지하철 7호선은 이 역부터 청담역까지 지하 구간이며 이 역부터 까치울역까지 인천교통공사 소속 구간이다. 서울 지하철 7호선은 심야에 2편성이 주박한다.

## 역사
- 2014년 10월 30일: 서울 지하철 7호선 부평구청(세림병원)~석남역 구간 착공
- 2016년 7월 30일: 인천 도시철도 2호선 검단오류(검단산업단지)~운연역 구간 개통과 함께 영업 개시
- 2021년 5월 22일: 서울 지하철 7호선 부평구청(세림병원)~석남역 구간 연장 개통과 함께 종착역으로 환승역이 됨
- 2029년 2월: 석남~청라국제도시역 구간 개통과 함께 중간역이 될 예정

## 개요
서울 지하철 7호선을 부평구청역에서 이 역까지 연장해 달라는 지역 주민들의 청원에 따라 인천 도시철도 2호선과의 상호 환승 연계를 위한 노력의 일환으로 추가 연장하는 공사가 완료되었으며, 부평구청역~석남역 구간이 연장 개통되어 환승역이 되었다. 원적산을 관통하며, 추후 이 역에서 청라국제도시역까지 연장할 계획도 있다. 또한 이 역이 환승역으로 변신하면서 장애인, 어르신 등 교통 이용이 불편한 약자들의 배려를 위한 배리어 프리 시설이 7호선 전용 출입구에 설치됐다. 이 곳을 통해 청라나 동인천, 가좌동, 동암역, 주안역(북부) 등지로 향하는 노선버스가 수시로 운행되며, 서울 지하철 7호선 부평구청역~석남역 구간 연장 개통으로 석남동에서 부평구청역과 부천시는 물론 서울특별시, 계양구, 김포국제공항 등지까지 전철 이동이 한결 더 수월해졌다. 다만 김포시는 지금과 같이 인천 도시철도 2호선을 이용하여 검단을 통해 김포 60, 841번 버스를 이용해야 한다. 평일 한정으로 일부 열차는 부평구청역까지 운행했으나 2022년 1월 1일에 모두 이 역 종착으로 일원화됐다. 심야에 서울 지하철 7호선 2편성이 주박한다.

## 역 구조
전철역 출입구 양쪽 사이에 인천대로가 중간에 끼어 있다. 두 노선 모두 2면 2선의 상대식 승강장을 갖춘 지하역이며, 완전밀폐형 스크린도어가 설치되어 있다. 개통은 인천 도시철도 2호선이 앞섰으나 지역 주민들의 청원에 따라 추가 연장된 서울 지하철 7호선 연장 구간이므로 기존 인천 도시철도 2호선 역에 증설되는 형태로 완공되었으며, 출입구와 대합실 일부를 공유하므로 환승통로엔 경사형 엘리베이터가 설치되어 있다. 인천대로 밑에 역이 있어서 심도가 깊은 역으로 설계되었다. 7호선의 경우 이 역 진입전에 건넘선이 존재한다.

### 인천 2호선 승강장
| 가정중앙시장 ↑ |
| 하 \| 상       |
| ↓ 서부여성회관 |

| 상행 | ● 인천 도시철도 2호선 | 서구청·아시아드경기장·검암·검단오류 방면 |
| 하행 | ● 인천 도시철도 2호선 | 주안·남동구청·인천대공원·운연 방면       |

### 7호선 승강장
| 산곡 ↑    |
| \| 상     |
| 시·종착역 |

| 상행 | ● 서울 지하철 7호선 | 부평구청(세림병원)·부천시청(부천아트센터·삼성탑내과의원)·온수(성공회대입구)·대림(구로구청)·상봉(한국열린사이버대학교)·도봉산 · 장암 방면 |
| 하행 | ● 서울 지하철 7호선 | 당역 종착 |

## 논란
이 역과 서부여성회관역, 인천가좌역에서는 오래 전 JTBC의 한 개별 뉴스기사에 따르면 계단이 많아져서 어르신, 장애인 등의 보행 및 이동권을 무시한 채 엘리베이터 설치를 나몰라라하고, 어르신들의 배려를 전혀 하지 못하는 기형적인 출입구 구조를 가지고 있는 것으로 드러나고 있다.

## 특이 사항
역명의 로마자 표기는 문화체육관광부에서 고시한 《국어의 로마자 표기법》 제3장 제1항에 명시된 "자음 사이에서 동화 작용이 일어나는 음운 변화"(석남[성남])에 해당하기 때문에 'Seongnam'으로 표기하고 있으나, 외국인들 또는 외지인들이 경기도 성남시에 있는 역으로 혼동할 수 있다는 우려가 제기되었다. 특히 2024년 3월 30일에 개통된 경기도 성남시의 전철역이자 수도권 전철 경강선과 수도권 광역급행철도 A노선의 환승역인 성남역이 석남역과 같은 로마자 표기를 사용하면서 이러한 혼란이 가중될 것으로 예상되었다. 이에 인천교통공사 측에서는 성남역 개통에 앞서 관련 기관과 협의하여 혼란을 최소화할 예정이라고 밝혔으나, 별다른 진척은 없는 상황이다.

## 역 주변
| 나가는 곳 | 방면 |
| --------- | --- |
| 1         | 석남3동행정복지센터 인천가좌여자중학교 석남도서관 인천석남초등학교                                                  |
| 2         | 석남3동행정복지센터 석곶체육공원                                                                                    |
| 3         | 인천천마초등학교 인천보건고등학교                                                                                   |
| 4         | 석남2치안센터 |
| 5         | 석남완충녹지 |
| 6         | 신석체육공원 신촌공원                                                                                               |
| 7         | 서구노인복지관 석남1동행정복지센터 석남지구대                                                                       |
| 8         | 거북시장 신거북시장 석남1동행정복지센터 석남2동행정복지센터 석남체육공원 서구노인복지관 석남지구대 인천석남동우체국 |

## 인접한 역
| 서울 지하철 7호선               | 서울 지하철 7호선     | 서울 지하철 7호선           |
| ------------------------------- | --------------------- | --------------------------- |
| 760 산곡 고읍 방면              | ● 서울 지하철 7호선   | 시·종착역                   |
| 인천 도시철도 2호선             |                       |                             |
| I212 가정중앙시장 검단오류 방면 | ● 인천 도시철도 2호선 | I214 서부여성회관 운연 방면 |

## 사진

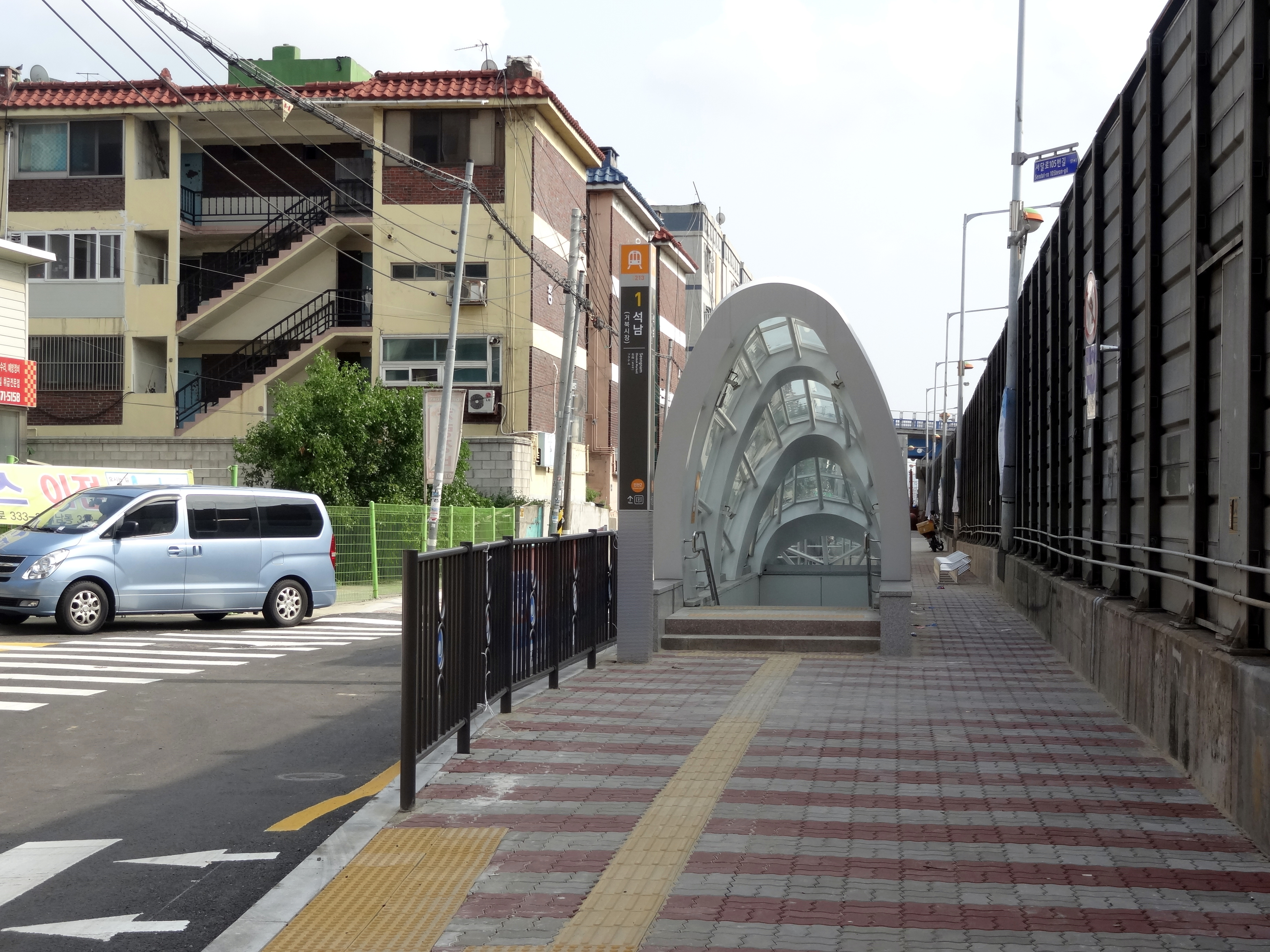
1번 출입구
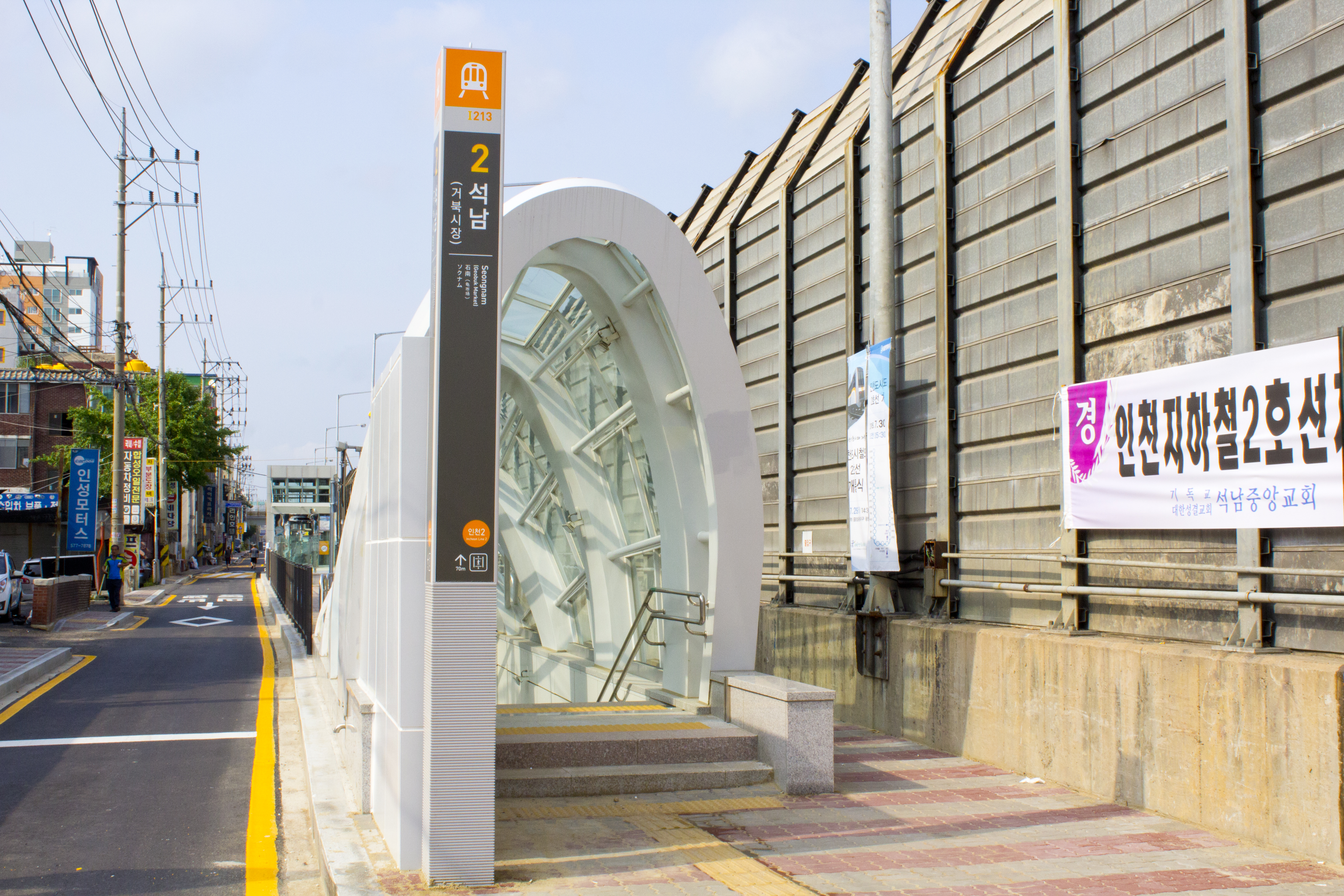
2번 출입구(현재 8번 출입구로 변경됨)
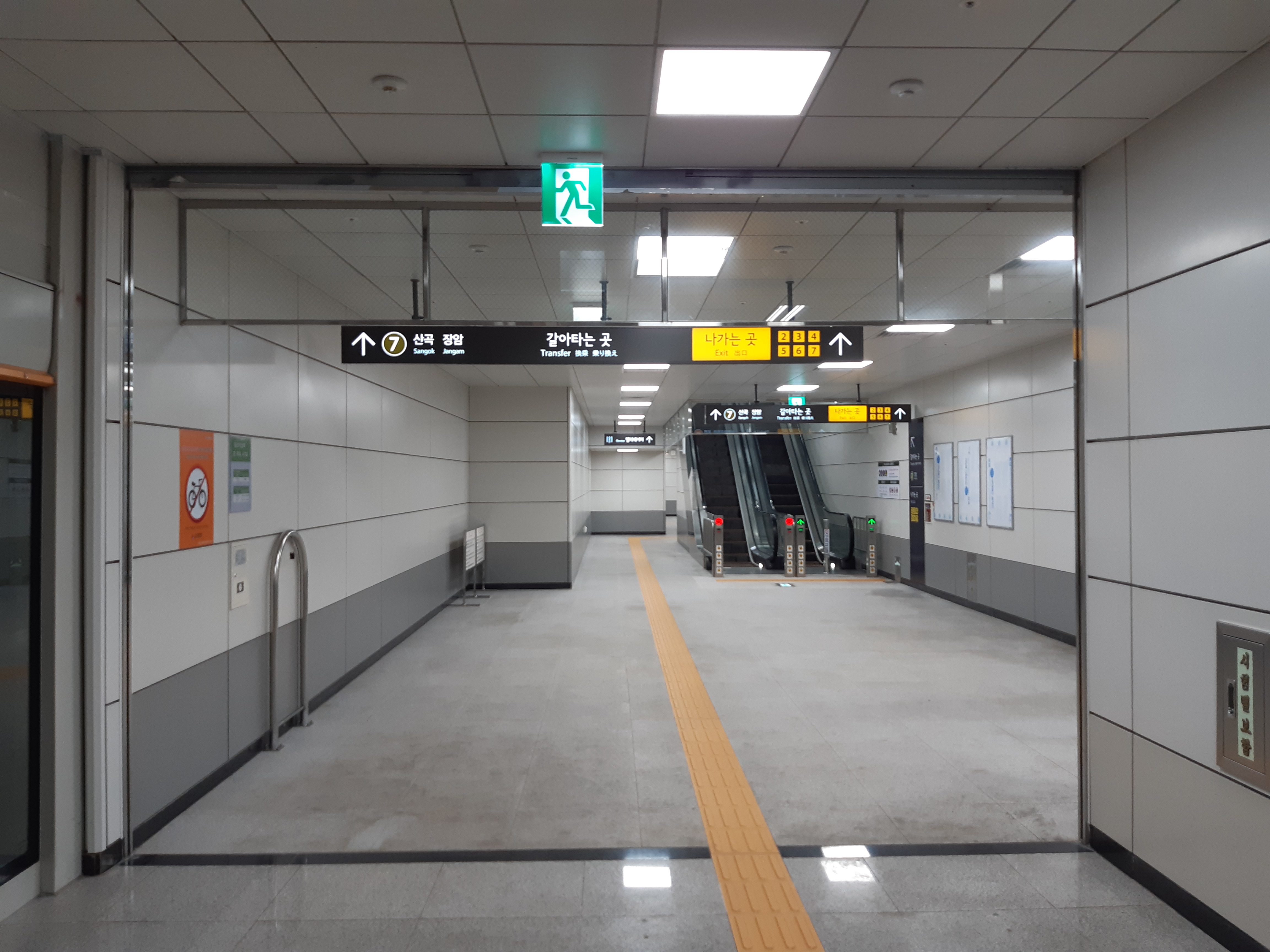
환승통로
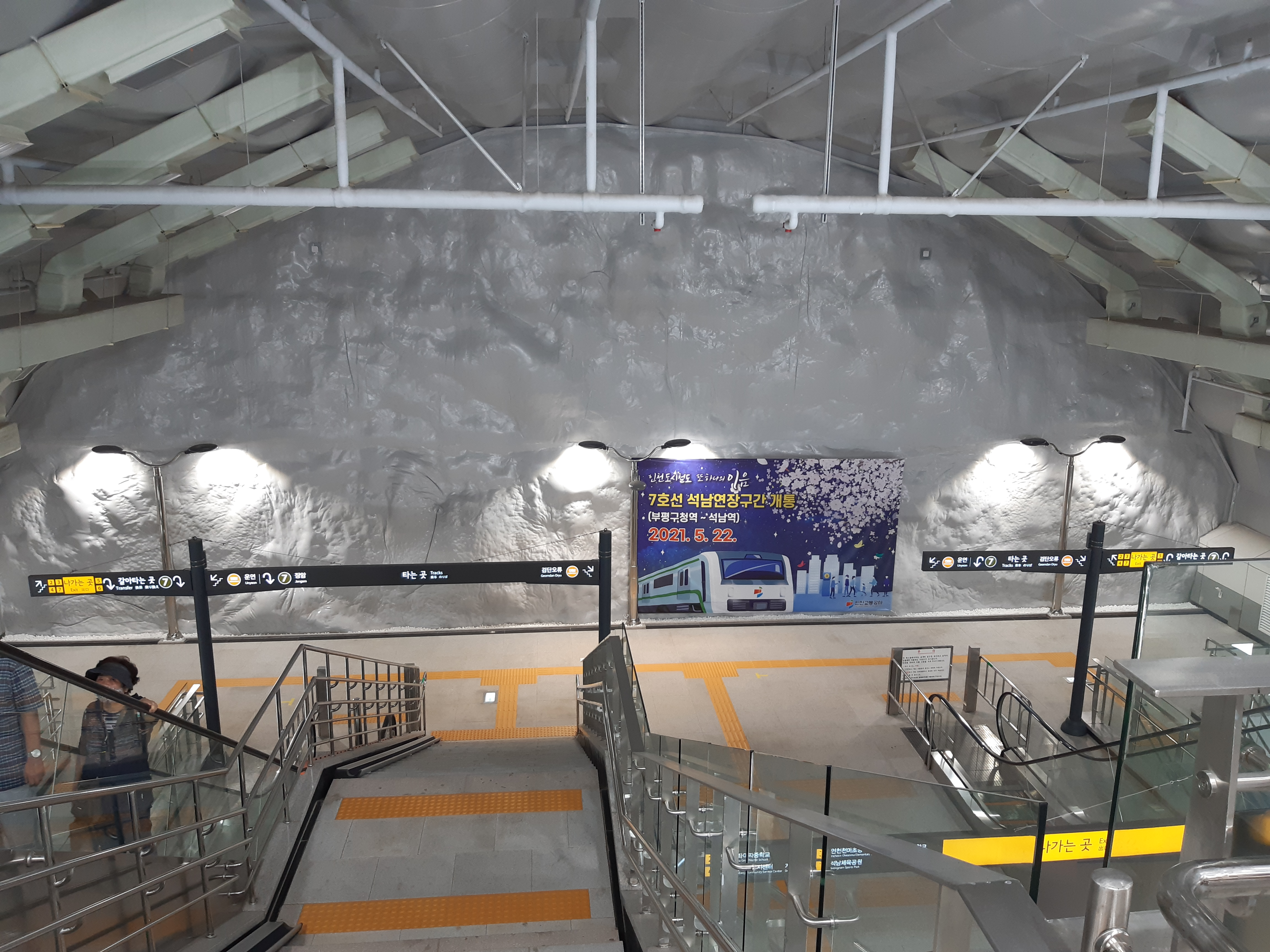
계단